# 菲利普·狄克的電子夢
《菲利普·K·狄克的電子夢》（英語：Philip K. Dick's Electric Dreams，又名《電子夢：菲利普·K·狄克的世界》），是一部10集科幻獨立單元劇，由英美兩國多位編劇基於菲利普·K·狄克的10部科幻短篇小説改編而成。劇集於2017年9月17日在英國第四台首播，之後於2018年1月12日在美國亞馬遜影片全面上線。

## 主要演員

### 制帽人
- 理查德·麥登 飾 羅斯探員
- 荷莉黛·葛蘭格（英语：Holliday Grainger） 飾 奧諾爾
- 諾瑪·杜馬薇（英语：Noma Dumezweni） 飾 高級探員蒂基蕾[註 2]
- Anneika Rose 飾 瑪麗
- 理察·麥克卡比（英语：Richard McCabe） 飾 薩迪厄斯·卡特醫生
- 保羅·里特（英语：Paul Ritter (actor)） 飾 富蘭克林
- 托尼·威（英语：Tony Way） 飾 卡邁克爾

### 不可能的星球
- 傑克·雷諾 飾 布萊恩·諾頓
- 黃凱旋 飾 艾德·安德魯斯
- 潔拉汀·卓別林（英语：Geraldine Chaplin） 飾 伊爾瑪·露易絲·戈登
- 喬治娜·坎貝爾 飾 芭芭拉

### 通勤者
- 提摩西·司伯 飾 艾德·雅各布森
- Rebecca Manley 飾 瑪麗·雅各布森
- 鲁迪·德尔默林格姆（英语：Rudi Dharmalingam） 飾 鮑勃·佩恩
- 塔彭絲·米德爾頓（英语：Tuppence Middleton） 飾 琳達
- 安妮·里德（英语：Anne Reid） 飾 馬婷·詹金斯
- Ann Akin 飾 辛普森醫生
- 海莉·斯誇爾斯（英语：Hayley Squires） 飾 餐館女服務員
- 湯姆·布魯克（英语：Tom Brooke） 飾 淺色風衣高個男子

### 疯狂的钻石
- 茱莉亞·戴維斯 飾 莎莉
- 史提夫·布斯美 飾 艾德·莫里斯
- 西瑟·芭貝特·庫德森（英语：Sidse Babett Knudsen） 飾 吉爾
- 喬安娜·史坎倫（英语：Joanna Scanlan） 飾 蘇

### 虚实人生
- 安娜·派昆 飾 莎拉
- 泰伦斯·霍华德 飾 喬治
- 蕾切爾·李費佛 飾 凱蒂
- 拉娜·普拉芙（英语：Lara Pulver） 飾 葆拉
- 山繆·維特威 飾 克里斯
- 蓋伊·布瑞特 飾 柯林斯
- 雅各布·韋加斯（英语：Jacob Vargas） 飾 馬里奧

### 为人
- 布萊恩·克蘭斯頓 飾 賽勒斯·赫里克
- 艾絲·戴維斯（英语：Essie Davis） 飾 薇拉·赫里克
- 連恩·康寧漢 飾 奧林將軍
- 露絲·布拉德利（英语：Ruth Bradley） 飾 婭蘿·彼得森

### 父亲怪
- 格雷戈·金尼爾 飾 父親
- 米瑞·伊諾斯（英语：Mireille Enos） 飾 母親
- 杰克·戈尔（英语：Jack Gore (actor)） 飾 查理
- Zakk Paradise 飾 亨利
- Jack Lewis 飾 迪倫·佩雷蒂

### 自动工厂
- 朱諾·譚波兒 飾 艾米莉
- 賈奈爾·夢內 飾 愛麗絲
- 大衛·里昂 飾 康拉德·莫里森
- 傑·保爾森（英语：Jay Paulson） 飾 佩林神父
- Roberto Mantica 飾 加里特

### 安然无恙
- 安娜麗絲·巴索 飾 福斯特·李
- 毛拉·蒂爾尼（英语：Maura Tierney） 飾 艾琳·李

### 杀死其他所有人
- 韋娜·法米加 飾 總統候選人
- 梅爾·羅德里奎茲 飾 菲爾伯特·諾伊斯
- 傑森·米謝爾（英语：Jason Mitchell (actor)） 飾 萊尼
- 葛倫·莫舒瓦（英语：Glenn Morshower） 飾 艾德
- 莎拉·貝克（英语：Sarah Baker） 飾 瑪吉·諾伊斯

## 劇集列表
| 總集數 | 集數 （季） | 標題                           | 導演                  | 編劇                       | 改編自                             | 首播日期       |
| ------ | ----------- | ------------------------------ | --------------------- | -------------------------- | ---------------------------------- | -------------- |
| 1      | 1           | 製帽人 The Hood Maker          | 朱利安·賈洛           | 馬修·格雷厄姆              | 製帽人 菲利普·K·狄克作品           | 2017年9月17日  |
| 2      | 2           | 不可能的星球 Impossible Planet | 大衛·法爾             | 大衛·法爾                  | 不可能的星球 菲利普·K·狄克作品     | 2017年9月24日  |
| 3      | 3           | 通勤者 The Commuter            | 湯姆·哈波             | 傑克·索恩                  | 通勤者 菲利普·K·狄克作品           | 2017年10月1日  |
| 4      | 4           | 瘋狂的鑽石 Crazy Diamond       | 馬克·穆登             | 東尼·葛瑞森尼              | 推銷宣傳 菲利普·K·狄克作品         | 2017年10月8日  |
| 5      | 5           | 虛實人生 Real Life             | 傑弗里·萊納           | 羅納德·D·摩爾              | 展品 菲利普·K·狄克作品             | 2017年10月15日 |
| 6      | 6           | 爲人 Human Is                  | 弗朗西斯卡·格蕾戈里妮 | Jessica Mecklenburg        | 爲人 菲利普·K·狄克作品             | 2017年10月29日 |
| 7      | 7           | 父親怪 The Father Thing        | 邁克爾·丁納           | 邁克爾·丁納                | 父親怪 菲利普·K·狄克作品           | 2018年1月12日  |
| 8      | 8           | 自動工廠 Autofac               | 彼得·霍爾頓           | 崔維斯·畢奇漢              | 自動工廠 菲利普·K·狄克作品         | 2018年1月12日  |
| 9      | 9           | 安然無恙 Safe and Sound        | 亞倫·泰勒             | Kalen Egan, Travis Sentell | 福斯特，你死定了 菲利普·K·狄克作品 | 2018年1月12日  |
| 10     | 10          | 殺死其他所有人 Kill All Others | 迪·里斯               | 迪·里斯                    | 吊挂着的陌生人 菲利普·K·狄克作品   | 2018年1月12日  |

## 开发制作

### 拍摄地点
剧集拍摄地点主要位于美国芝加哥和英国伦敦，其中《虚实人生》摄于芝加哥大学普利茲克分子工程学院的埃克哈特研究中心，《杀死其他所有人》摄于伊利诺伊大学芝加哥分校，本剧室内场景则摄于伦敦多间工作室。其他剧集中，《通勤者》摄于英国多塞特郡庞德伯里和萨里郡沃金的沃金火车站，《疯狂的钻石》则摄于英国肯特郡的邓杰内斯角和小切恩苑风电场。

## 備注信息
1. ↑  剧集首播频道及制作方均未提供官方中文译名，此处参照菲利普·K·迪克本人作品署名及其《大英百科全书》条目，[1][2]译作《菲利普·K·迪克的电子梦》或《电子梦：菲利普·K·迪克的世界》，以尊重原著作者并方便读者观众辨识其姓名缩写。本条目较早前版本和部分中文媒体将此剧剧名译作《菲利普·迪克的电子梦》或《电子梦：菲利普·迪克的世界》。
2. ↑  原文英文拼寫為，應爲祖魯語姓氏，此處按奧諾爾劇中對白發音音譯為「蒂基蕾」。[5]
3. ↑  小说在 中首次发表时题为，末尾并没有感叹号。[1]

## 外部連結
- 第四台上《菲利普·K·狄克的电子梦》的主頁（英文）
- 亞馬遜視頻上《菲利普·K·狄克的电子梦》的主頁（英文）
- 互联网电影数据库（IMDb）上《菲利普·K·狄克的电子梦》的资料（英文）